# استاروقرقیزوو
استاروقرقیزوو (انگلیسی: Starokirgizovo) یک شهرک در شهرستان ایلیشفسکی استان باشقیرستان کشور روسیه است.